# Dociostaurus salmani
Dociostaurus salmani är en insektsart som först beskrevs av Demirsoy 1979.  Dociostaurus salmani ingår i släktet Dociostaurus och familjen gräshoppor. Inga underarter finns listade i Catalogue of Life.